# Ormosia inaperta
Ormosia inaperta är en tvåvingeart som beskrevs av Evgenyi Nikolayevich Savchenko 1976. Ormosia inaperta ingår i släktet Ormosia och familjen småharkrankar. Inga underarter finns listade i Catalogue of Life.